# Dreieck München-Eschenried
Dreieck München-Eschenried is een knooppunt in de Duitse deelstaat Beieren in het noordwesten van de stad München. Het knooppunt is een onderdeel van de Eschenrieder Spange, de verbinding van de A8 van Stuttgart naar München, met de A99, de ringweg van München.
Het knooppunt is een onvolledig knooppunt omdat men alleen van en naar Stuttgart gebruik kan maken van het knooppunt. Knooppunt München-West samen met de Eschenrieder Spange, soms de A99a genoemd, vormen wel een volledig knooppunt. Dreieck München-Eschenried vormt in die driehoek (zie ook detailkaart rechts) de noordwestelijke hoek, en de aansluiting van de A8 op die A99a.

## Verkeersintensiteiten
In 2005 reden dagelijks 87.500 voertuigen over de A8 ten noorden en 28.700 voertuigen ten zuiden van het knooppunt. Het verschil is het verkeer op de A99a, namelijk 58.800 voertuigen per etmaal. Hiermee slaat er meer verkeer van de A8 af dan er doorrijdt naar München.

## Richtingen knooppunt
| Aansluitende wegen                                      | Aansluitende wegen                                                   | Aansluitende wegen | Aansluitende wegen | Aansluitende wegen                                              |
| ------------------------------------------------------- | -------------------------------------------------------------------- | ------------------ | ------------------ | --------------------------------------------------------------- |
| richting Dachau / Fürstenfeldbruck Augsburg / Stuttgart |                                                                      |                    |                    |                                                                 |
|                                                         |                                                                      |                    |                    |                                                                 |
|                                                         | richting München-Ost A9 Neurenberg A92 Deggendorf A8 Salzburg (A)(I) |                    |                    |                                                                 |
|                                                         |                                                                      |                    |                    |                                                                 |
|                                                         |                                                                      |                    |                    | richting München-Zentrum / -Langwied A95 Garmisch-Partenkirchen |